# 2nd Floor
2nd Floor è un singolo del duo inglese voce-batteria The Creatures, pubblicato il 5 ottobre 1998 come primo estratto dall'album Anima Animus.
Prima di questa uscita, la band ebbe già distribuito un singolo a sé stante, Sad Cunt, in edizione limitata nel maggio 1998 e l'EP Eraser Cut a luglio.

## Tracce
Testi di Sioux, musiche dei Creatures.

### 7”
Lato A
1. 2nd Floor – 4:31

Lato B
1. Turn It On (Bound 'N' Gagged Mix) - 5:05

### CD
1. 2nd Floor – 4:31
2. Turn It On (Bound 'N' Gagged Mix) - 5:13
3. 2nd Floor (Girl Eats Boy's Remix) - 6:24

## Formazione
- Siouxsie Sioux - voce, tutti gli strumenti
- Budgie - tutti gli strumenti

### Altri musicisti
- Knox Chandler - chitarre